# Могилевич Семен Юдкович
Семе́н Ю́дкович Могиле́вич (МФА: [sɛmˈɛn ˈjudkɔwɪt͡ʃ mɔɦɪˈlɛwɪt͡ʃ]; також відомий, як Сева, Дон Сіменон, Людина з сімома обличчами, а також під прізвищами Палагнюк (англ. Palagnyuk), Телеш (англ. Telesh) та Фішерман (англ. Fisherman); нар. 30 червня (або 5 липня) 1946, Київ, Українська РСР) — український бос, кримінальний авторитет, російської організованої злочинності. Побудував високоструктуровану, злочинну організацію в складі американської мафіозної родини, понад 250 членів організації є його родичами. Агентства в Європейському Союзі та Сполучених Штатах називають його як «бос босів» більшості російських мафіозних синдикатів у світі. За даними ФБР громадянин Греції, Ізраїлю, Росії та України, за іншими даними — Ізраїлю, Росії, Угорщини та України.
Серед псевдонімів Могилевича «Дон Сім'йон» і «Мозковий Дон» (через його ділову хватку). Згідно з дипломатичними телеграми США, він контролює компанію «РосУкрЕнерго», яка активно бере участь у російсько-українських газових суперечках, і є партнером юриста Івана Гордієнка.
Могилевич має трьох дітей і тісно пов'язаний із злочинним угрупуванням "Солнцевське ОЗУ". Він має альянси з політичними діячами, зокрема Юрієм Лужковим, колишнім мером Москви, Дмитром Фірташем і Леонідом Деркачем, колишнім головою Служби безпеки України. Олександр Турчинов, якого в лютому 2014 року призначили виконувачем обов’язків президента України, у 2010 році постав перед судом за нібито знищення файлів на Могилевича. Незадовго до його вбивства перебіжчик із ФСБ Росії Олександр Литвиненко стверджував, що Могилевич мав «хороші стосунки» з диктатором Росії Володимиром Путіним з 1990-х років.
З 22 жовтня 2009 був названий ФБР одним з десяти найбільш розшукуваних злочинців. Розшукується в зв'язку з передбачуваною участю у махінаціях, що оцінюються у мільйони доларів США, з метою обману тисяч інвесторів, що вклали гроші в акції відкритої акціонерної компанії, у період з 1993 по 1998 рік.
Махінація розвалилась 1998 року після того, як тисячі інвесторів втратили понад 150 млн доларів США. ФБР встановило нагороду у 100 тисяч доларів за інформацію, що допоможе заарештувати Могилевича. За даними ФБР та Скотленд-Ярда Могилевич очолює злочинну організацію, яка займається наркоторгівлею, проституцією, відмиванням грошей, контрабандою, продажем зброї та радіоактивних матеріалів у Східній та Центральній Європі.

## Життєпис

### Перші роки
Семен Юдкович Могилевич народився 30 червня (за іншими даними 5 липня) 1946 року у Києві на Подолі у благополучній єврейській родині. Мати працювала лікарем, батько керував великим поліграфічним підприємством. Семен закінчив економічний факультет Львівського університету, однак, вступав на книговидавничий факультет. В університет вступив за протекцією батька.
В інтерв'ю російській газеті «Московский комсомолец» на початку 2000-х Могилевич сказав, що 1973 року він сів у тюрму за порушення валютних операцій. За його словами, Могилевич на той час дружив із сином першого секретаря ЦК компартії України, Володимира Щербицького Валерієм, тому Семена було засуджено. Після виходу на свободу 1977 року Могилевич допоміг другу, що від'їжджав до Ізраїлю купити валюту. Через це його знову засудили до чотирьох років позбавлення волі. 1990 року Могилевич емігрував до Ізраїлю, а потім до Угорщини, заздалегідь одружившись з угоркою Каталін Папп. Відомо, що в Угорщині він створив ряд комерційних структур. У середині 1990-х Могилевич придбав частку банку «Инкомбанк».

### Бізнес у США
Могилевич створив дві великі компанії в США — «YBM Magenex International» та «FNJ Trade Management» (за іншими даними, був співвласником «YBM Magnex International Inc», зареєстрованої у Канаді, але діючої на території США). За передбачувані махінації з акціями «YBM Magenex International», що були здійснені у 1993–1998 роках і обійшлися інвесторам компанії в 150 млн доларів, Могилевич і його спільники були оголошені ФБР в розшук.
24 квітня 2003 року у Пенсільванії проти них було висунуто офіційне звинувачення, що складалося з 45 пунктів, зокрема: здирництво, шахрайство з цінними паперами, шахрайство з використанням електронних засобів комунікації, шахрайство з використанням пошти, відмивання грошей.
За деякими даними, Могилевич причетний до відмивання десяти мільярдів доларів «російської мафії» через банк «Bank of New York». У серпні 1999 року з посиланням на анонімні джерела у ФБР про це повідомили «Newsweek» та «New York Times». Наголошувалося, що всі рахунки були відкриті на компанію «Benex Worldwide Ltd», засновником якої, за даними спецслужб, був Могилевич. Слідство, що почалося у 2000 році, встановило, що йшлося не про кошти мафії, а про гроші російських імпортерів, приховані від російських податкових і митних органів. За даними російських митників, у 1996–1999 роках «Bank of New York» організував незаконну схему легалізації грошових коштів, отриманих за товари, що експортувалися до Росії, у зв'язку з чим Федеральна митна служба звернулась з позовом до американського банку.

### Зв'язки з терористами
Ще перед терористичним актом 11 вересня 2001 року ізраїльська розвідка визнавала Могилевича найбільшою загрозою безпеки Ізраїлю та усієї Східної Європи.
Восени 2001 року була опублікована інформація, згідно з якою, на одному з іспанських курортів, Могилевич зустрічався з представниками Осами бен Ладена з метою продажу ісламським терористам збагаченого урану, вкраденого на території колишнього СРСР. Крім того, з посиланням на американські спецслужби, Могилевича називали причетним до відмивання десяти мільярдів доларів, отриманих від операцій з афганськими наркотиками. Сам підприємець ці відомості категорично відкидав і стверджував, що після перенесеного важкого серцевого захворювання «відійшов від великого бізнесу» і здебільшого сидить удома.
Того ж року видання «Новая газета» написало, що британська влада оцінює статки Могилевича у 100 млн доларів.

### Газовий конфлікт та знищення документів
2005 року Могилевич був пов'язаний зі скандалом в Україні. Служба Безпеки України завела справу на Юдковича ще 1993 року і за 12 років вона складалася з приблизно трьох тисяч сторінок. Після зміни керівництва СБУ 2005 року справа Могилевича була знищена, незважаючи на розпорядження нового голови відомства Ігоря Дріжчаного про заборону знищення будь-яких документів. Усі ці події відбулися під час Російсько-українського газового конфлікту 2005—2006 років. У той же час з'явилася інформація про зв'язки Семена Юдковича з компаніями «РосУкрЕнерго» та «Eural Trans Gas», що фігурували в конфлікті.
Того ж року міністр МВС України Юрій Луценко повідомив посла США в Україні Джона Гербста про наказ відданий йому генпрокурором України Олександром Медведьком про арешт колишнього голови СБУ Олександра Турчинова та заступника голови СБУ у справах боротьби з корупцією та організованою злочинністю Андрія Кожем'якіна за нелегальне знищення документів Служби Безпеки України, що торкалися грудневого договору з Росією і справи Семена Могилевича.

### Подальша доля
Деякі джерела вважають одним з партнерів Могилевича — українського олігарха Дмитра Фірташа. 2007 року польський журнал «Wprost» оцінив статок Фірташа у 3,4 млрд доларів. Могилевич же визначив свій статок у 10 млрд доларів.
Слухання у справі про «Bank of New York» почалися 14 січня 2008 року в Арбітражному суді Москви. Тоді ж «Bank of New York» заявив про свою вимогу припинити судовий процес, ініційований Федеральною митною службою, оскільки, на думку представників банку, американські адвокати, виступаючи на стороні митниці, не мали права на подачу позову до російського суду.
24 січня 2008 року Останкінський суд видав санкцію на арешт Семена Могилевича та власника мережі парфумерних магазинів «Арбат Престиж», Володимира Некрасова за несплату податків більш ніж на 50 мільйонів російських рублів. У той же день вони були затримані правоохоронними органами. Деякі ЗМІ називали Могилевича одним із справжніх власників «Арбат Престижу». 24 липня 2009 року звільнений з-під варти під підписку про невиїзд. 18 квітня 2011 року слідча частина головного управління МВС припинила кримінальну справу стосовно Некрасова і Могилевича (Шнайдера) за відсутністю складу злочину.
За інформацію, яка приведе до арешту Могилевича, ФБР пропонує $ 100 000.
У квітні 2013 року увійшов до рейтингу п'ятисот найвпливовіших людей світу, складеного американським журналом Foreign Policy.

## Особисте життя
Батько чотирьох дітей. Також любитель собак. Утримує близько півсотні алабаїв. Хворий на серце і страждає на цукровий діабет. При прогулянках охорона носила за ним стілець, щоб Семен міг відпочивати. За даними ФБР, Могилевич — завзятий курець. Його вага становила понад 130 кілограмів.